# Marion megye (Florida)
Marion megye az Amerikai Egyesült Államokban, azon belül Florida államban található. Megyeszékhelye és legnagyobb városa Ocala. Lakosainak száma 375 908 fő (2020. április 1.). Marion megye Putnam, Citrus, Volusia, Lake, Sumter, Levy és Alachua megyékkel határos.

## Népesség
A megye népességének változása:
| Lakosok száma | 331 527 | 332 588 | 335 157 | 337 362 | 343 254 | 375 908 |
|               | 2010    | 2011    | 2012    | 2013    | 2015    | 2020    |